# Mary Wills
Mary Wills (Prescott, 1914 — Sedona, 1997) é uma figurinista estadunidense. Venceu o Oscar de melhor figurino na edição de 1963 por The Wonderful World of the Brothers Grimm.